# Ophiodes striatus
Ophiodes striatus — вид веретільницеподібних ящірок родини Diploglossidae. Мешкає в Південній Америці.

## Поширення і екологія
Ophiodes striatus мешкають на півдні Бразилії, на сході Парагваю та в Уругваї. Вони живуть в атлантичних лісах і в пампі, трапляються на плантаціях. Живляться комахами, павуками та іншими безхребетними, іноді полюють на плазунів, зокрема на представників свого виду. Є живородними.